# Eldoret
Eldoret är huvudort i countyt Uasin Gishu i västra Kenya. 
År 2009 hade staden, som ligger 30 mil från huvudstaden Nairobi, 252 061 invånare.
Nyårsdagen 2008 brändes mellan 50 och 100 människor ihjäl i en pingstkyrka tillhörande trossamfundet Assemblies of God . De som försökte fly ur elden angreps av personer beväpnade med machetes. De innebrända tillhörde kikuyu-folket som är i minoritet i denna del av landet. De hade sökt sin tillflykt undan rasande personer från kalenjin-stammen som kände sig lurade på segern i presidentvalet i december 2007.
Idrottaren Lucas Sang (OS-deltagare 1988) tillhörde de dödade, medan maraton-världsmästaren Luke Kibet överlevde massakern.